# Pterotricha
Pterotricha Kulczyński, 1903 è un genere di ragni appartenente alla famiglia Gnaphosidae.

## Distribuzione
Le 38 specie note di questo genere sono state reperite in Africa, Europa, Medio Oriente e Asia centrale: la specie dall'areale più vasto è la P. lentiginosa rinvenuta in diverse località del Mar Mediterraneo e dell'Ucraina.

## Tassonomia
Considerato un sinonimo anteriore di Bobineus Roewer, 1955a, secondo le analisi effettuate sugli esemplari tipo Bobineus loeffleri Roewer, 1955, a cura dell'aracnologo Platnick come descritto in un suo studio (1990a). Tali esemplari sono poi stati trasferiti alla famiglia Cithaeronidae.
Non sono stati esaminati esemplari di questo genere dal 2014.
Attualmente, a dicembre 2015, si compone di 38 specie:
1. Pterotricha aethiopica (L. Koch, 1875) — Etiopia
2. Pterotricha algerica Dalmas, 1921 — Algeria, Libia
3. Pterotricha arcifera (Simon, 1882) — Yemen
4. Pterotricha argentosa Charitonov, 1946 — Uzbekistan
5. Pterotricha auris (Tucker, 1923) — Sudafrica
6. Pterotricha cambridgei (L. Koch, 1872) — Siria, Israele
7. Pterotricha chazaliae (Simon, 1895) — Marocco, Mauritania, Algeria, Israele
8. Pterotricha conspersa (O. P.-Cambridge, 1872) — Libia, Egitto, Israele
9. Pterotricha dalmasi Fage, 1929 — Algeria, Egitto, Israele, Giordania
10. Pterotricha djibutensis Dalmas, 1921 — Somalia
11. Pterotricha egens Denis, 1966 — Libia
12. Pterotricha engediensis Levy, 1995 — Israele
13. Pterotricha insolita Dalmas, 1921 — Algeria
14. Pterotricha kochi (O. P.-Cambridge, 1872) — Turchia, Libano, Siria, Israele
15. Pterotricha lentiginosa (C. L. Koch, 1837)[2] — Mediterraneo, Ucraina
16. Pterotricha lesserti Dalmas, 1921 — Egitto, Israele, Arabia Saudita
17. Pterotricha levantina Levy, 1995 — Israele
18. Pterotricha linnaei (Audouin, 1826) — Egitto
19. Pterotricha loeffleri (Roewer, 1955) — Iran
20. Pterotricha lutata (O. P.-Cambridge, 1872) — Libano, Israele
21. Pterotricha marginalis (Tucker, 1923) — Sudafrica
22. Pterotricha mauritanica Denis, 1945 — Mauritania
23. Pterotricha nomas (Thorell, 1875) — Russia
24. Pterotricha parasyriaca Levy, 1995 — Israele
25. Pterotricha paupercula Denis, 1966 — Libia
26. Pterotricha pavlovskyi Spassky, 1952 — Tagikistan
27. Pterotricha procera (O. P.-Cambridge, 1874) — Egitto, Israele
28. Pterotricha punctifera Dalmas, 1921 — Yemen
29. Pterotricha quagga (Pavesi, 1884) — Etiopia
30. Pterotricha saga (Dönitz & Strand, 1906) — Giappone
31. Pterotricha schaefferi (Audouin, 1826) — Libia, Egitto, Sudan, Israele
32. Pterotricha simoni Dalmas, 1921 — Spagna
33. Pterotricha sinoniae Caporiacco, 1953 — Italia
34. Pterotricha somaliensis Dalmas, 1921 — Somalia
35. Pterotricha strandi Spassky, 1936 — Turkmenistan
36. Pterotricha syriaca Dalmas, 1921 — Siria
37. Pterotricha tikaderi Gajbe, 1983 — India
38. Pterotricha vicina Dalmas, 1921 — Algeria, Libia

### Specie trasferite
1. Pterotricha adspersa (Grube, 1861); trasferita al genere Gnaphosa Latreille, 1804[1].
2. Pterotricha altitudonis (Chamberlin, 1935); trasferita al genere Callilepis Westring, 1874.
3. Pterotricha clara (Keyserling, 1887); trasferita al genere Gnaphosa Latreille, 1804.
4. Pterotricha conigera Spassky, 1941; trasferita al genere Nomisia Dalmas, 1921.
5. Pterotricha cyrenaica Caporiacco, 1949; trasferita al genere Gnaphosa Latreille, 1804.
6. Pterotricha eremella (Chamberlin, 1928); trasferita al genere Callilepis Westring, 1874.
7. Pterotricha femoralis (Banks, 1911); trasferita al genere Callilepis Westring, 1874.
8. Pterotricha gosoga (Chamberlin & Gertsch, 1940); trasferita al genere Callilepis Westring, 1874.
9. Pterotricha grisea (Banks, 1914); trasferita al genere Cesonia Simon, 1893.
10. Pterotricha imbecilla (Keyserling, 1887); trasferita al genere Callilepis Westring, 1874.
11. Pterotricha insularis (Banks, 1900); trasferita al genere Drassyllus Chamberlin, 1922.
12. Pterotricha jucunda (Thorell, 1875); trasferita al genere Gnaphosa Latreille, 1804.
13. Pterotricha karakumensis Spassky, 1939; trasferita al genere Minosia Dalmas, 1921.
14. Pterotricha moerens (O. Pickard-Cambridge, 1885); trasferita al genere Gnaphosa Latreille, 1804.
15. Pterotricha munda (Chamberlin, 1935); trasferita al genere Callilepis Westring, 1874.
16. Pterotricha shnitnikovi Spassky, 1934; trasferita al genere Berlandina Dalmas, 1922.
17. Pterotricha thressa (Pavesi, 1876); trasferita al genere Nomisia Dalmas, 1921.
18. Pterotricha varia (Tucker, 1923); trasferita al genere Nomisia Dalmas, 1921.
19. Pterotricha zionis (Chamberlin & Woodbury, 1929); trasferita al genere Castianeira Keyserling, 1879, appartenente alla famiglia Corinnidae.

### Sinonimi
- Pterotricha aegyptiaca Dalmas, 1921; posta in sinonimia con P. conspersa (O. Pickard-Cambridge, 1872) a seguito di uno studio dell'aracnologo Levy del 1995[1].
- Pterotricha fanatica Dalmas, 1921; posta in sinonimia con P. lesserti Dalmas, 1921 a seguito di uno studio dell'aracnologo Levy del 1995.
- Pterotricha isiaca Dalmas, 1921; posta in sinonimia con P. conspersa (O. Pickard-Cambridge, 1872) a seguito di uno studio dell'aracnologo Levy del 1995.
- Pterotricha lentiginosioides Nosek, 1905; posta in sinonimia con P. kochi (O. Pickard-Cambridge, 1872) a seguito di uno studio dell'aracnologo Levy del 1995.
- Pterotricha peregrina Denis, 1948; posta in sinonimia con P. chazaliae (Simon, 1895) a seguito di uno studio dell'aracnologo Levy del 1995.

### Nomen dubium
- Pterotricha extiabilis Drensky, 1929; esemplare femminile, rinvenuto nei Balcani. A seguito di un lavoro dell'aracnologo Deltshev, del 2003 è da ritenersi nomen dubium[1].
- Pterotricha jaffana (Strand, 1915c); esemplare juvenile reperito in Israele e originariamente attribuito al genere Callilepis. Trasferito al genere Minosia da uno studio di Dalmas del 1921, ma attribuibile e Pterotricha secondo Roewer, a seguito di un lavoro dell'aracnologo Levy del 1995 è da ritenersi nomen dubium.
- Pterotricha trebax (Thorell, 1875b); esemplare femminile rinvenuto in Ucraina, originariamente descritto come appartenente al genere Gnaphosa e trasferito alla vecchia denominazione Pythonissa da un lavoro di Simon (1878a). In seguito uno studio di Reimoser del 1919 lo ha collocato fra gli Pterotricha; ma un recente lavoro di Kovblyuk (2005a) lo ascrive fra i nomina dubia.